# 루돌프 워커

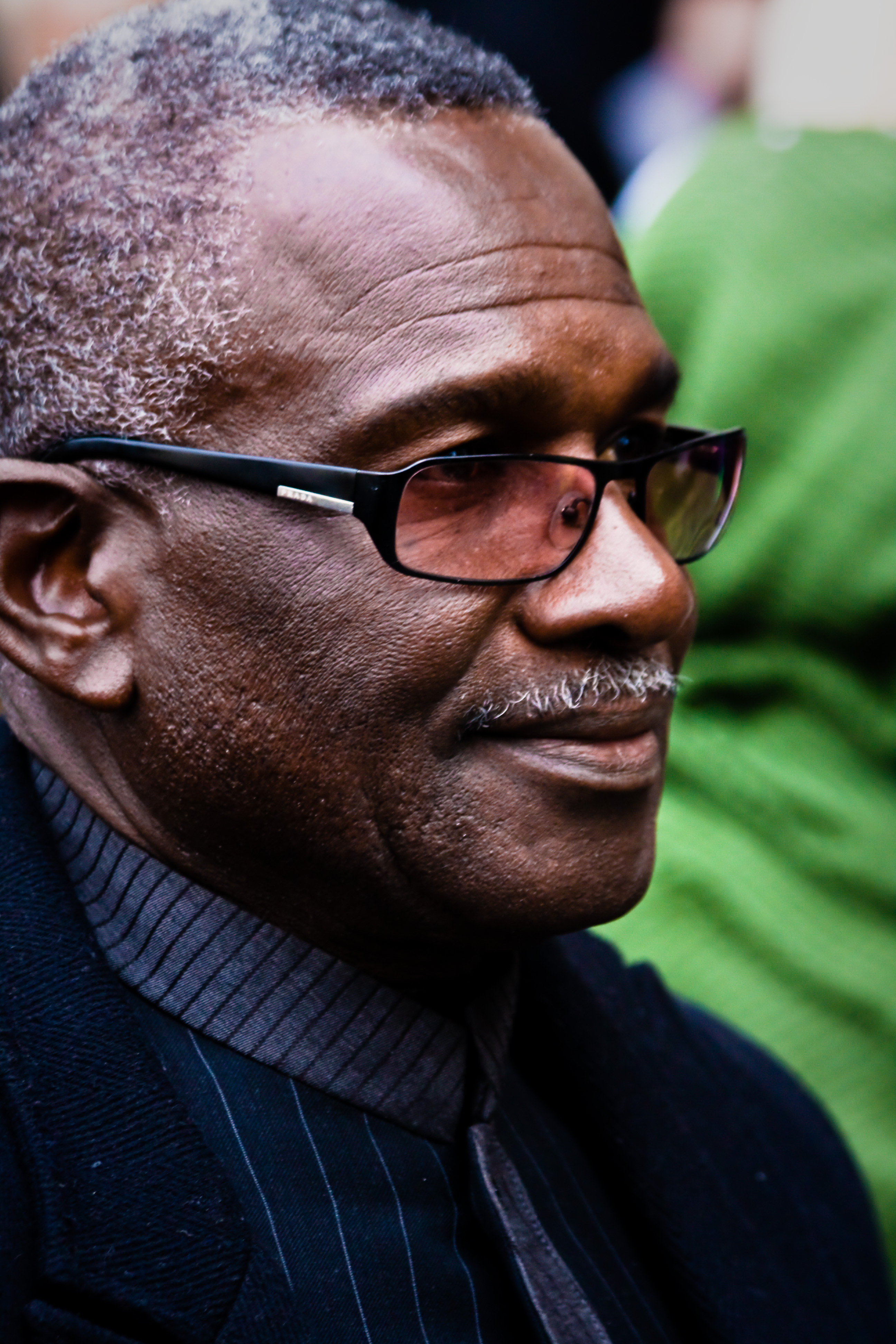

루돌프 워커(Rudolph Walker, 1939년 9월 28일 ~ )는 트리니다드 토바고의 배우, 텔레비전 배우이다.
트리니다드 토바고에서 태어났다.

## 영화
- 히어로 (2017년)
- 안 오디언스 위드 조안 리버스 (2006년) - 본인 - 오디언스 멤버 역
- 미스터 빈 - 베스트 모음집 (1996년)
- 파출소장 미스터 빈 (1995년)
- 해변의 바지 (1993년)
- 미스터 빈 (1989년)
- 이스트엔더스 (1985년)
- 더 빌 (1984년)
- 10번가의 살인 (1971년)